# Джованні Батіста Скотті
Джова́нні Баті́ста Ско́тті або Іван Карлович Ско́тті (1776 або 1777—1830) — живописець епохи російського класицизму й ампіру, який прикрасив монументальним розписом багато будівель Санкт-Петербурга. Мав співпрацю з архітектором К. І. Россі.

## Біографія
Син живописця Карло Скотті, який у 1786 році переїхав із сім'єю з Північної Італії до Санкт-Петербурга. Спочатку працював із батьком, потім самостійно чи з братом Доменіко. Похований на Волковському лютеранському кладовищі (могилу втрачено).

## Роботи
- Інтер'єри Таврійського палацу,
- Інтер'єри Єлагиного палацу,
- Інтер'єри Михайлівського палацу,
- Інтер'єри Зимового палацу[3]

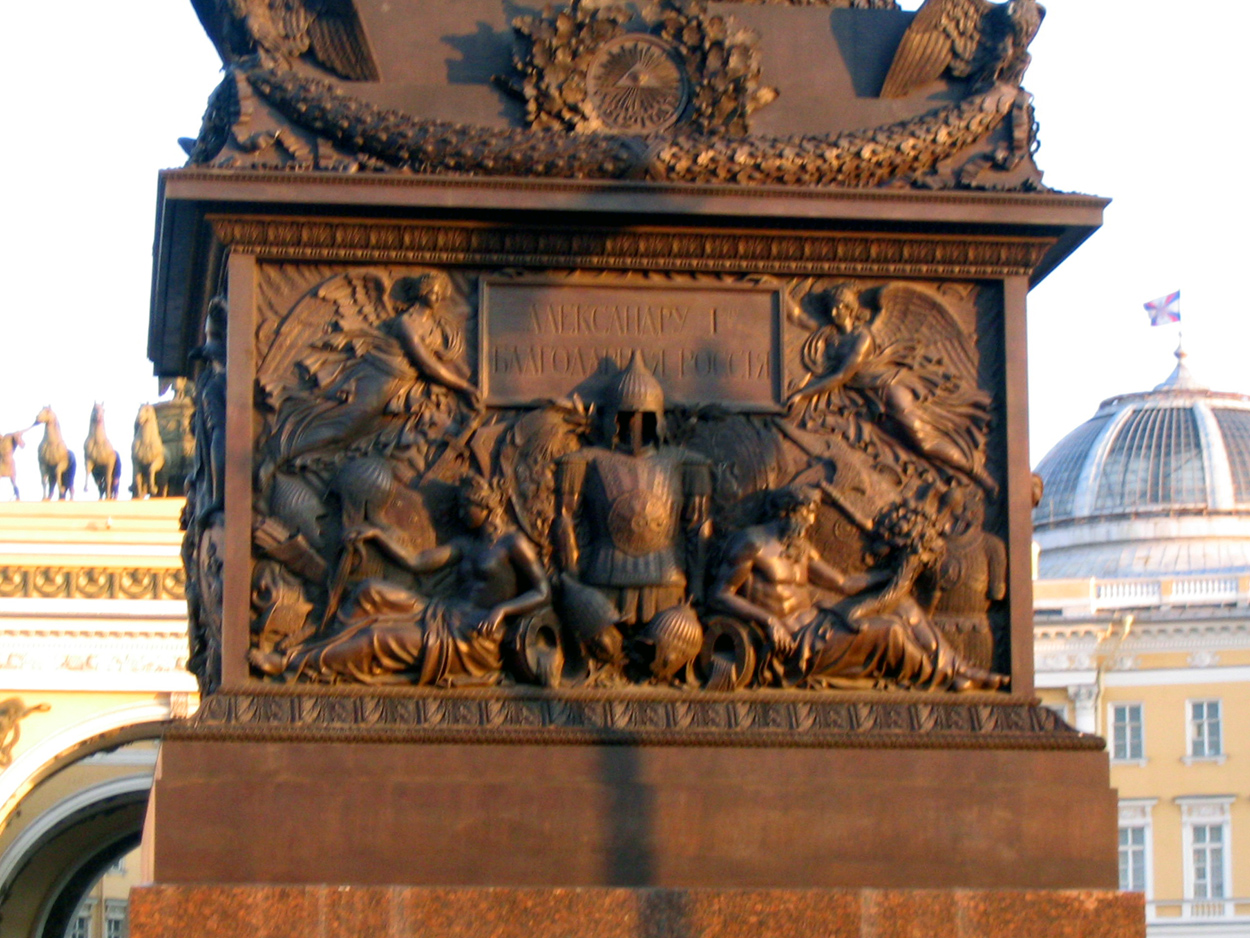
Барельєфи п'єдесталу Олександрівської колони в Санкт-Петербурзі, ескізи для яких виконав Скотті.

- Інтер'єри Головний будинок садиби Биково М.М.Ізмайлова (втрачено)
- Інтер'єри будинку Ільїна (1807) і палацу Бобринських (1825)[4]
- Оформлення Головного Адміралтейства (1810-і рр.), Колонної зали Горного інституту (1823-1824).
- Розписи інтер'єрів будинку Головного штабу (Міністерства закордонних справ) (1828).
- Ескізи барельєфів п'єдесталу Олександрівської колони (завершені Ф. П. Брюлловом)[5]
- Декорації для Арбатського театру.

## Діти
- Михайло Іванович Скотті (1814–1861) — художник, випускник, невдовзі професор Московського училища живопису, скульптури та зодчества, академік Імператорської Академії мистецтв.[6][7].
- Іван Іванович Скотті (нар. близько 1818) — актор, співак, виступав у тому числі у Виксунському театрі.[8][9]